# 8945 Cavaradossi
A 8945 Cavaradossi (ideiglenes jelöléssel 1997 CM) a Naprendszer kisbolygóövében található aszteroida. Paul G. Comba fedezte fel 1997. február 1-jén.